# Peștera Epuran
Peștera Epuran este o arie protejată de interes național ce corespunde categoriei a IV-a IUCN (rezervație naturală de tip speologic) situată în județul Mehedinți, pe teritoriul administrativ al comunei Cireșu.

## Localizare
Aria naturală se află în partea nord-vestică a județului Mehedinți și cea sud-estică a satului Jupânești (în Podișul Mehedinți), în apropierea drumului județean (DJ607B) care leagă localitatea Marga de satul Bunoaica.

## Descriere
Peștera Epuran a fost declarată arie protejată prin Legea Nr.5 din 6 martie 2000, publicată în Monitorul Oficial al României, Nr. 152 din 12 aprilie 2000 (privind aprobarea Planului de amenajare a teritoriului național - Secțiunea a III-a - zone protejate) și se întinde pe o suprafață de 1 ha.
Aria naturală reprezintă o cavernă (peșteră alcătuită dintr-o rețea de galerii și săli) aflată în versantul pârâului Ponorăț, dispusă pe două nivele, astfel: primul nivel (activ) constituit din galerii drepte și descendente, puțuri, un lac (cu diametru sifonului de cca. 10 m) și un nivel superior cu mai multe săli (Sala Nordică, Sala Urșilor, Sala Prăbușirilor) și galerii (Strâmtoarea Speranței, Marele Ramonaj, Galeria Plăcilor de Nămol sau Galeria Comorilor). 
Peștera reprezintă un deosebit interes speologic atât datorită multiplelor formațiuni concreționare (stalactite, stalagmite, stilolite, baldachine, pânze, draperii, coloane de calcit) parietale, cât și datorită resturilor de faună fosilă (schelete de Ursus spelaeus) semnalată aici. Peștera Epuran se află în imediata apropiere a rezervației naturale Cheile Topolniței și Peștera Topolniței și este inclusă în Geoparcul Platoul Mehedinți.